# Comarca de Guadix

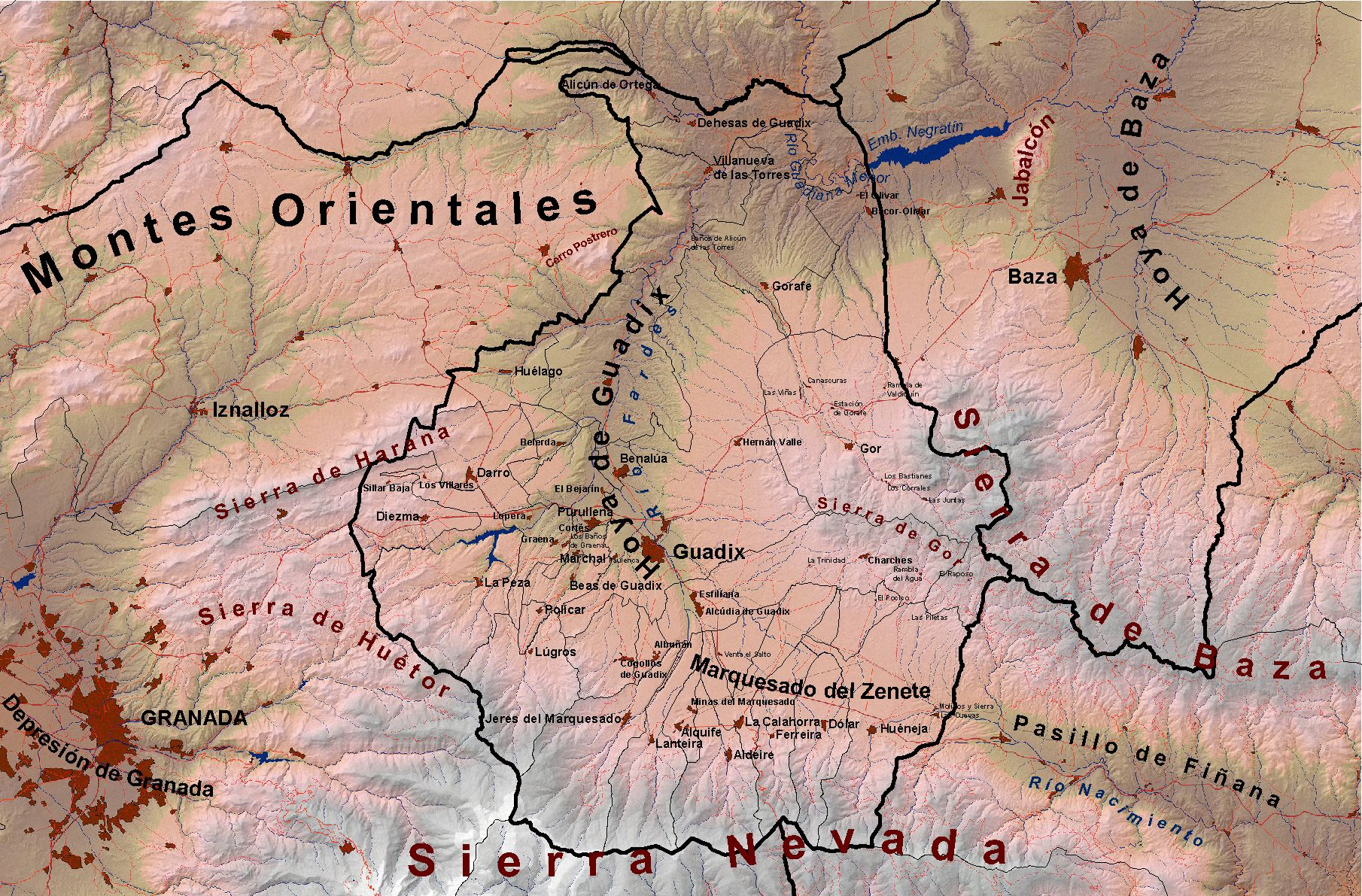
Localització de la Foia de Guadix

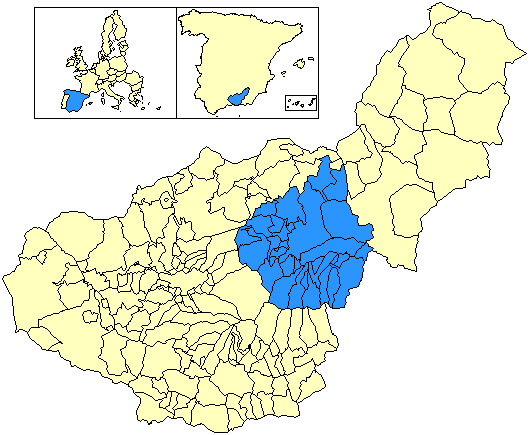
Localització de la Comarca de Guadix a la província de Granada

La Comarca de Guadix, coneguda localment com a Accitania (Tierra de Acci), és una comarca al nord-est de la província de Granada, a Andalusia. Compta amb gairebé una trentena de municipis encapçalats per Guadix (Acci en època romana). Altres nuclis importants de la comarca són Benalúa de Guadix, Jerez del Marquesado, Purullena, Cortes y Graena i Fonelas.

## Geografia
Segons el catàleg elaborat per la Conselleria de Turisme i Esport de la Junta d'Andalusia (27 de març de 2003), aquesta comarca estaria conformada pels següents municipis:
- Albuñán
- Aldeire
- Alquife
- Beas de Guadix
- Benalúa
- Cogollos de Guadix
- Cortes y Graena
- Darro
- Diezma
- Dólar
- Ferreira
- Fonelas
- Gor
- Gorafe
- Guadix
- Huélago
- Huéneja
- Jerez del Marquesado
- La Calahorra
- La Peza
- Lanteira
- Lugros
- Marchal
- Polícar
- Purullena
- Valle del Zalabí

Ocupa una superfície de 1.691 km², el que representa el 13,4% de l'extensió total de la província i el seu territori s'estén per la zona nord de Sierra Nevada i la Foia de Guadix. En ell s'hi distingeixen tres comarques atenent a trets geogràfics: els Montañas Orientales, el Marquesat del Zenete i l'Altiplà i Foia de Guadix. En aquestes dues últimes és on se situa la majoria de la zona de regadiu de la comarca (15.000 ha). La Meseta, entre els municipis de Diezma i Gor, forma la altiplanicie més elevada d'Europa amb una altitud mitjana superior als 1000 m La Foia, entre Alcudia de Guadix i Alicún està travessada pels rius Guadix i Fardes els respectius naixements dels quals se situen en Sierra Nevada i Sierra Harana respectivament, venint aquests a desembocar el primer en el segon a l'altura de Benalúa i aquest en el Guadiana Menor a l'altura de Villanueva de las Torres.

## Geologia
Estudis geològics demostren que la Depressió de Guadix va formar part del geosinclinal de Thetys, espai oceànic que va separar Àfrica d'Europa a l'Era Secundària. El procés formatiu de Sierra Nevada va aïllar aquest espai i ho va elevar formant-se una altiplanicie horitzontal amb materials argilencs de gran gruix que amb el glacialisme del Quaternari seria solcada per torrents i rius que van donar lloc a relleus intermedis entre la vall i el pla i al malpaís tan característic d'aquestes terres.

## Clima
Domina la variant continental-mediterrània amb cert matís subàrid a causa de l'altitud de la zona i la proximitat de Sierra Nevada i Sierra de Baza. Això fa que les temperatures disminueixin a causa de l'altura i, per altra banda, l'aïllament que li confereixen les serres no permet l'afluència dels fluxos marins de l'oest i que amb freqüència les borrasques no descarreguin. S'observa una temperatura mitjana anual de 14 °C. Els hiverns són llargs i freds, amb una temperatura mitjana al gener de 6 °C. Per contra, els estius són calorosos i secs amb 25 °C de mitjana. Les pluges no arriben a superar els 440 mm i es concentren bàsicament a la primavera i tardor.

## Història
El poblament humà en la zona és molt antic, havent-se trobat vestigis datats en uns tres milions d'anys. S'ha constatat la presència de grups de caçadors-recol·lectors del Paleolític, d'assentaments neolítics, necròpolis megalítiques de l'Edat del Coure, de la cultura ibera i la romana.